# Ellzee
Ellzee è un comune tedesco di 1 158 abitanti, situato nel land della Baviera.